# Цзинху (район)
Цзинху́ (кит. упр. 镜湖, пиньинь Jìnghú) — район городского подчинения городского округа Уху провинции Аньхой (КНР).

## История
В 223 году по приказу Сунь Цюаня в эти места переехали власти уезда Уху.
С 1877 года местный речной порт был объявлен открытым для торговли с иностранцами, а на землях современного района разместилась британская концессия.
После того, как в 1949 году город Уху был выделен из уезда Уху, он был разделён на четыре района. В 1952 году район № 1 получил название Хуаньчэн (环城区), а район № 2 — Чанцзе (长街区). В 1960 году районы Хуаньчэн и Чанцзе были объединены в коммуну Цзинху (镜湖人民公社). В 1961 году она была преобразована в район Цзинху.
В 2006 году к району Цзинху был присоединён район Синьу (新芜区).
В 2012 году были расформированы административные структуры уличных комитетов, и входящие в состав района микрорайоны стали напрямую подчиняться районным властям.

## Административное деление
Район делится на 62 микрорайона.